# 市原市立海上小学校
市原市立海上小学校（いちはらしりつ うなかみしょうがっこう）は、千葉県市原市神代にある公立小学校。文部科学省の学校コードはB112210004459、旧学校調査番号は121063。各学年20名から在籍児童数を除いた数を定員として、市内全域からの通学を認める市原市小規模学級特認校に指定されている。

## 概要
市原市中部の三和地区に位置する。明治時代半ばに開校した歴史のある小学校で、2021年（令和3年）に創立130周年を迎えている。1980年（昭和55年）に市原市立光風台小学校を分離した。現在は児童数があまり多くなく、2013年（平成25年）度より、市原市小規模学級特認校に指定されている。

## 沿革

### 概歴
本校の源流は、明治時代に開校した宮原小学校、分目小学校、安須小学校の3校である。1873年（明治6年）の学制発布により宮原小学校、分目小学校の2校が創設された。翌1874年（明治7年）に安須小学校が開校している。1889年（明治22年）に近在15村が統合し海上村が発足、翌々年1891年（明治24年）に宮原小学校、分目小学校が統合し海上尋常高等小学校として開校した。一方、安須小学校は1892年（明治25年）に安須尋常小学校に改称している。1925年（大正14年）、海上尋常高等高等小学校は安須小学校を吸収し、旧安須小学校は海上尋常高等小学校安須分教場となった。国民学校令の公布により1941年（昭和16年）に海上国民学校に改称した。戦後の1947年（昭和22年）には学校教育法が施行されて海上村立海上小学校に、1956年（昭和31年）には町村合併により三和町立海上小学校と改称し、1963年（昭和38年）には、再度の町村合併によって市原市立海上小学校の現校名となる。また、この改称の際、旧五井町の引田・神代が同校の通学区域となった。校舎は1891年（明治24年）2月より現所在地にある。2003年（平成15年）には新校舎が完成し、旧南校舎の解体と転居が同時に行われた。2013年（平成25年）より3年間の期限付きで聖ポール聖学校と姉妹校になった。また、同年より市原市立国府小学校と共に市原市小規模学級特認校の指定を受けている。

### 年表
- 1891年（明治24年） - 海上尋常高等小学校開校。
- 1925年（大正14年） - 安須小学校を統合。
- 1941年（昭和16年） - 海上国民学校に改称。
- 1947年（昭和22年） - 海上村立海上小学校に改称。
- 1956年（昭和31年） - 三和町立海上小学校に改称。
- 1963年（昭和38年） - 市原市立海上小学校に改称。
- 2003年（平成15年） - 新校舎完成。
- 2013年（平成25年）
  - 市原市小規模学級特認校指定。
  - 聖ポール聖学校と3年の期限で姉妹校に。

## 施設

### 敷地
敷地の詳細は以下の通りである。
| 所在地     | 〒290-0258 千葉県市原市神代125番地 |
| 所有者     | 市原市                             |
| 敷地面積   | 14,698m2                           |
| 用途地域   | 指定なし                           |
| 指定建蔽率 | 60%                                |
| 指定容積率 | 100%                               |
| 取得価格   | 463,780,000円                      |

### 建物
敷地内の建物は以下の通りである。
| 棟番号 | 棟名称     | 構造 | 階数        | 延床面積 | 建築年 | 耐震   | 耐震       | Is値 | 備考 |
| ------ | ---------- | ---- | ----------- | -------- | ------ | ------ | ---------- | ---- | ---- |
| 001    | 校舎-2     | RC造 | 地上2階建て | 1,430.00 | 2003年 | 新基準 | 耐震性あり | 不明 |      |
| 002    | 校舎-1     | RC造 | 地上2階建て | 876.00   | 1975年 | 旧基準 | 耐震工事済 | 0.81 |      |
| 003    | 体育館     | S造  | 地上1階建て | 601.00   | 1977年 | 旧基準 | 耐震工事済 | 0.71 |      |
| 004    | 体育館     | 木造 | 地上1階建て | 64.00    | 1990年 | 新基準 | 不明       | -    |      |
| 005    | 倉庫・物置 | 木造 | 地上1階建て | 40.00    | 1968年 | -      | -          | -    |      |
| 006    | 倉庫・物置 | 木造 | 地上1階建て | 34.00    | 1971年 | -      | -          | -    |      |
| 007    | 倉庫・物置 | S造  | 地上1階建て | 26.00    | 1999年 | -      | -          | -    |      |
| 008    | 倉庫・物置 | S造  | 地上1階建て | 26.00    | 1999年 | -      | -          | -    |      |
| 009    | 倉庫・物置 | S造  | 地上1階建て | 17.00    | 2005年 | -      | -          | -    |      |
| 010    | 倉庫・物置 | 木造 | 地上1階建て | 7.00     | 1970年 | -      | -          | -    |      |

## 規模
2022年（令和4年）5月1日現在の学校規模は以下の通りである。
| 児童数       | 73名     |
| 学級数       | 7学級    |
| 通学区域面積 | 8.551km2 |
| 通学区域人口 | 1,971人  |

## 通学区域
以下の町丁字とその範囲を通学区域に指定している。
- 十五沢
- 小折
- 西野
- 柳原
- 今富の一部
- 引田の一部
- 神代
- 新生の一部
- 権現堂
- 糸久
- 分目
- 浅井小向
- 宮原
- 安須の一部
- 高坂の一部
- 新生分目十五沢権現堂糸久入会

## 通学区域内施設
通学区域内の主な施設は以下の通りである。
- 道の駅あずの里いちはら

## 中学校区
1947年度 - 1956年3月24日
- 海上村立海上中学校

1956年3月25日 - 1962年度
- 三和町立海上中学校

1962年度 - 1963年4月30日
- 三和町立三和中学校

1963年5月1日 -
- 市原市立三和中学校

## 隣接小学校区
- 市原市立有秋東小学校
- 市原市立国府小学校
- 市原市立国分寺台小学校
- 市原市立東海小学校
- 市原市立市西小学校
- 市原市立養老小学校
- 市原市立光風台小学校

## アクセス
- 海士有木駅から徒歩38分[注釈 2]